# Nieuwe Venetiaanse School
De Nieuwe Venetiaanse School is een beweging in de hedendaagse muziek die begon in Venetië in de jaren zeventig. Ze bestaat uit componisten die direct beïnvloed zijn door Ernesto Rubin de Cervin (geboren in Venetië in 1936), die op zijn beurt weer les kreeg van Luigi Dallapiccola en Goffredo Petrassi, en les gaf aan het Conservatorio Benedetto Marcello in Venetië. Een van zijn studenten was de dirigent en componist Giuseppe Sinopoli. Andere 'volgelingen' waren de componist en leraar Marino Baratello, de componist Claudio Ambrosini en de in Amsterdam woonachtige Engelse componist Geoffrey King. Ook ander componisten, zoals Bruno Maderna en Luigi Nono, hebben aan deze beweging hun bijdragen geleverd.
Er is geen specifieke stijl aan te geven die de beweging karakteriseert. De muziek is gevarieerd en vertoont kenmerken van het serialisme, met name in de muziek van Rubin de Cervin en zijn leerling Sinopoli; elementen van de jazz zijn ook vaak duidelijk waarneembaar (in het bijzonder in de muziek van Baratello); verder ligt de nadruk veelal op moderne polyfonie. Ten slotte zijn invloeden van Schönberg en de Tweede Weense School alsmede experimentele seriële en post-seriële ontwikkelingen zoals die in Darmstadt plaatsvonden, meer specifiek in de muziek van Stockhausen, in deze school terug te vinden.